# Élaine Bédard
Pour les articles homonymes, voir Bédard.
Élaine Bédard est un mannequin et femme d'affaires québécoise née le 12 février 1935 à Montréal. De 1959 à 1967, au sommet de sa gloire, elle symbolise la féminité et la grâce francophone et sa renommée dépasse largement les frontières du Canada. Elle fait la une de nombreux magazines, dont le prestigieux Maclean's. Aux États-Unis, Johnny Carson la reçoit cinq fois à son émission The Tonight Show et il la surnomme la French sweetheart.

## Biographie
Née le 12 février 1935, à Montréal, Hélène (prénom ainsi écrit sur son baptistaire) Bédard est la deuxième fille de Georges Bédard (1902-09-29/1954-09-25) électricien et d'Armande Lacourse (1906-08-08/1960-09-02). Elle grandit dans un quartier ouvrier. Dès l'âge de trois ans, elle apprend le ballet et la diction grâce à sa mère. Elle étudie au collège Marguerite-Bourgeois et en même temps suit des cours de chant chez Mme Paule Jaccoud, autrefois de l'Opéra de Paris. Elle obtient son diplôme d'études secondaires en 1954. Elle rêvait de faire son droit à l'Université de Montréal en vue de devenir avocate mais son père tombé gravement malade quelques mois plus tôt et les soucis financiers qui en découlent l'obligent à revoir ses plans. Elle trouve un travail de caissière dans une épicerie à succursale de la métropole et étudie le soir pendant quelque temps.
Encouragée par sa sœur aînée Françoise, elle participe au concours de beauté Miss Est Central en mars 1954. Elle s'y inscrit comme chanteuse et elle interprète Les grands boulevards d'Yves Montand. Elle remporte le premier prix avec, entre autres cadeaux, des cours de mannequinat chez Mme Madeleine Alarie. Elle n'y suit que quelques cours. Son premier contrat, c'est la compagnie Peter Pan qui lui donne : elle est engagée, avec deux autres jeunes filles, pour présenter leur beurre d'arachides, en collants dans un supermarché Steinberg. Lors du tournage, elle est remarquée par un homme qui lui suggère de poser comme modèle de mode. Elle se rend donc au plus grand studio de photos au Canada, le Arnott and Rogers où on lui fait passer deux tests. Très photogénique, elle est retenue et elle travaillera régulièrement pour cette maison. Sa carrière est lancée. En mai 1954, elle participe à son premier défilé de mode. Le 25 septembre 1954, son père meurt des suites de sa longue maladie.
Fin décembre 1954 début 1955, Élaine Bédard part pour Paris où elle séjourne pendant environ un mois. Elle est remarquée par un reporter qui l'introduit auprès de couturiers renommés comme Christian Dior, Hubert de Givenchy, Pierre Balmain et elle fait la une du quotidien du Paris-Presse-L'Intransigeant, à titre de « mannequin numéro un du Canada». Elle est le premier mannequin canadien à Paris et elle triomphe lors du défilé de la Nuit des parfums de la maison Lanvin/Castillo. À partir de ce moment, tout le monde souhaite travailler avec cette reine charme dont, Dior et Balmain qui lui offrent de défiler pour eux, mais Élaine Bédard étant mineure, sa mère lui demande de revenir à Montréal. 
Bien qu'elle commence au bas de l'échelle, en seulement quelques mois, Élaine Bédard est le mannequin le plus recherché à Montréal et elle fait partie des têtes d'affiche de la haute couture canadienne. Elle défile partout dans le monde : New York, Toronto, Paris, Mexico, etc. Elle devient aussi le mannequin vedette de grands couturiers canadiens comme Raoul-Jean Fouré, Jacques Michel et Marie-Paule Haute-Couture. En 1955, Élaine Bédard est le mannequin le mieux payé au Canada : elle gagne mille dollars par représentation de mode et elle a un revenu annuel de vingt-cinq mille dollars alors qu'un ouvrier gagne environ trois mille dollars par année. Jeune, belle et célèbre, elle reste libre, refuse des propositions de mariage parce qu'elle ne veut pas déprendre financièrement d'un mari. Elle fait une première apparition télé à l'émission Rendez-vous avec Michèle à Radio-Canada, avec l'animatrice Michelle Tisseyre. Elle reçoit plusieurs offres pour la télévision et, en 1955, c'est à l'émission hebdomadaire La Rigolade aux côtés de Denis Drouin, Roger Turcotte et Marcel Giguère qu'elle fait ses véritables débuts comme hôtesse. Elle y travaille pendant près de quatre ans et y porte des robes luxueuses parfois osées. Rapidement, Élaine Bédard devient un sex-symbol, défiant « les diktats, les curés, les ornières… C'est la vamp sophistiquée des années Jean Drapeau». Et elle est critiquée par plusieurs personnes dans les journaux, dans les lettres aux lecteurs. 
Dans les années qui suivent, elle fait partie de revues musicales, dont Les snobs et elle apparaît dans plusieurs émissions de variétés, dont la renommée Music-hall. Elle est aussi hôtesse durant plusieurs années de la populaire émission présentée par Roger Baulu, La Poule aux œufs d'or. Sa réputation de femme scandaleuse la suit. En 1960, elle ouvre son entreprise l'Institut Élaine Bédard où des cours de mannequinat, d'élégance et de beauté sont donnés. Parmi ses premières élèves se trouvent la femme d'affaires Lise Watier et la comédienne Danielle Ouimet. L'année suivante, elle écrit des chroniques dans différents quotidiens, dont Radiomonde et Photo Journal. En février 1963, avec Dominique Michel et Monique Leyrac, elle anime la nouvelle série pour hommes de Radio-Canada Bonsoir, chéri, ces trois femmes portant souvent des tenues suggestives. À la même époque, elle fait la une d'un journal où elle est qualifiée de La femme la plus discutée du Canada. Tout en continuant à travailler dans le milieu de la mode (comme mannequin ou comme commentatrice), elle prend part à de nombreuses émissions de télévision, dont Femme d'aujourd'hui (comme chroniqueuse), De ville en ville, Pleins feux. Du côté anglais, au cours des années 60, elle participe une douzaine de fois au en:The Pierre Berton Show, produit à Hamilton en Ontario. De septembre 1965 jusqu'à l'été 1966, elle anime la célèbre émission de variétés du dimanche soir à Radio-Canada, Music-hall succédant ainsi à Michelle Tisseyre. 
Alors qu'elle est au sommet de sa popularité, Élaine Bédard continue à choquer plusieurs personnes. Certains journalistes la qualifient de scandaleuse. Dans la rue, les femmes l'insultent et alors qu'elle anime l'émission Music-hall, elle reçoit même des menaces de mort. Flamboyante et directe, elle dira : « Pour les curés, les bonnes sœurs et beaucoup de Québécoises, j'étais Satan en personne !». Belle et riche, elle fréquente le Ritz à Montréal — qui est presque sa résidence secondaire —, elle dîne au restaurant de la tour Eiffel et sort le soir au Manhattan Club à New York après avoir pris l'avion en fin de journée, New York « là où elle plongera peut-être ses mains fines dans la crinière sombre d'un nouvel amant ». Le 13 janvier 1966, elle fait une première apparition à l'émission Tonight Show animée par Johnny Carson qui la qualifie de « French Canadian Sweet Heart ». Elle y retournera quatre autres fois. Après son passage à cette émission, les gens la reconnaissent à New York et un peu partout aux États-Unis.
Sous les pressions de sa belle-famille, le 20 novembre 1972, elle épouse au en:Temple Emanu-El-Beth Sholom à Westmount le promoteur immobilier David Schreiber avec qui elle vit depuis six ans. Elle a trente-sept ans. Le couple s'installe à Palm Beach. Au sommet de sa gloire, Élaine Bédard délaisse alors sa carrière pour remplir le rôle d'hôtesse parfaite d'autant plus que son mari n'aime pas beaucoup qu'elle travaille. Sa vie de luxe est décrite ainsi : « les bals, les réceptions, les voyages, les suites au Georges V, les nuits folles de Monaco où on dépense une année de salaire sur une table de feutre vert, les robes de couturier, les bijoux de reine ». En 1973, elle se départ de son école de charme et elle passe son temps entre la Floride et Montréal.
À l'été 1975, elle tente un retour au petit écran en animant une série de onze émissions appelées Parlez-nous de vous à Radio-Canada, mais le succès est mitigé. Par la suite, elle fait quelques films pour le Canada anglais, mais refuse de tourner pour Hollywood, pour éviter de faire n'importe quoi et pour garder le contrôle de son personnage. Elle divorce de son premier mari à une date indéterminée.
Le 13 janvier 1983, elle épouse le comte Alexandre de Bothuri qu'elle a rencontré quelques années auparavant via des amis communs, dont Grace de Monaco. Le comte a presque vingt ans de moins qu'elle ce qui ne les empêche pas de partager la même passion pour la collection d'objets d'art. En 1984, elle lance son premier roman, Miroirs, écrit avec son mari.
Aujourd'hui, retirée du monde médiatique, Élaine Bédard continue sa vie luxueuse allant de soirées en événements sociaux avec des gens renommés dont en :Arnold Scaasi, le grand couturier. Elle parcourt avec son mari, les salles de vente aux enchères, tous les deux étant collectionneurs d'objets du XIIIe siècle. À ce jour, l'inventaire de la collection du couple d'une valeur inestimable comprend plus de 3 000 objets issus du XVIIe au XXe siècle. Une grande partie de ces artéfacts ont appartenu à Napoléon, Joséphine, Marie-Antoinette, Louis XV et plusieurs autres, dont 350 livres qui étaient la propriété de la deuxième femme de Napoléon, Marie-Louise. Plusieurs pièces de leur collection sont régulièrement prêtées dans les musées de par le monde, dont Montréal.
Actuellement, elle partage son temps entre Paris, Montréal, le Vermont et la Floride. 

## Honneurs
- 1954 : premier prix du concours de beauté Miss Est Central.
- 1955 : élue Miss Cinérama.
- 1963 : prix Versatilité au Gala des Artistes.
- 1966 : membre du jury du concours Miss Courrier de Laval.

Etc.

## Filmographie

### Cinéma
- 1963 : Dream Girl, un film de Gordon Sheppard, production de Inter-Video Productions : son propre rôle, mannequin et sex-symbol.

### Télévision
Liste non exhaustive des émissions de télévision auxquelles Élaine Bédard a participé, soit comme invitée, soit comme hôtesse ou animatrice.
- 1954 : Rendez-vous avec Michèle, émission de variétés, animatrice : Michelle Tisseyre, Radio-Canada, rôle : invitée[8]
- 1955-1958 : La Rigolade, émission de variétés, Radio-Canada, rôle : hôtesse aux côtés de Denis Drouin, Roger Turcotte et Marcel Giguère[1]
- 1957 : Florence, téléthéâtre, auteur : Marcel Dubé, Radio-Canada, elle joue le rôle de Madeleine[24].
- 1959 : Music-hall, émission de variétés, animatrice : Michelle Tisseyre, Radio-Canada, rôle : invitée.
- 1962 : Ce soir ou jamais, magazine quotidien, Radio-Canada, rôle : invitée (chanteuse, danseuse)
- 1962-1971 : en :The Pierre Berton Show, talk-show, animateur : Pierre Berton, CTV, rôle : invitée (chanteuse). Elle passe à cette émission une douzaine de fois[14].
- 1963 : En habit du dimanche, émission de variétés, animateur : Jacques Normand, Radio-Canada, rôle : invitée (chanteuse) https://numerique.banq.qc.ca/patrimoine/details/52327/3542923, p. 2
- 1963-1964 : Bonsoir, chéri, émission de variétés, Radio-Canada, rôle : hôtesse avec Dominique Michel et Monique Leyrac.
- 1964 : De ville en ville, magazine, Radio-Canada, rôle : invitée (chanteuse)[25]
- 1964 : Tête d'affiche, émission de variétés, Radio-Canada, rôle : invitée, animateur : Jacques Normand.
- 1965 : Pleins feux, émission de variétés, animatrice : Monique Leyrac, Radio-Canada, rôle : invitée.
- 1965-1966 : Femme d'aujourd'hui, magazine d'actualité, animatrice : Aline Desjardins, Radio-Canada, rôle : chroniqueure.
- 1965-1966 : Music-hall, émission de variétés, Radio-Canada, rôle : animatrice.
- 1966 : L'heure du concert avec Michel Legrand, émission de variétés, Radio-Canada, rôle : invité (chanteuse).
- 1966 :The Tonight Show, talk-show, animateur: Johnny Carson, EN:NBC, rôle: invitée. Elle y participera cinq fois.
- 1966-1967 : Les enfants de cœur, Télémétropole, rôle : coanimatrice avec Jean-Pierre Coallier.
- 1966-1971 : Moi et l'autre, comédie de situation avec Dominique Michel et Denise Filiatrault, Radio-Canada, rôle épisodique : Ginette Fortier.
- 1972 : 20 ans déjà !, émission de variétés, Radio-Canada, rôle : invitée aux côtés de Jacques Boulanger, Marc Favreau, René Simard, Bobino, Monsieur Surprise, etc.
- 1975 : Parlez-nous de vous, émission de variétés, Radio-Canada, rôle : animatrice[14].
- 1991 : L'Heure juste, talk-show, animateur : Jean-Luc Mongrain, TVA, rôle : invitée
- 1998 : Le point J, talk-show, animatrice : Julie Snyder, TVA, rôle : invitée en compagnie de son mari Alexandre de Bothuri.

## Discographie
- 1961? : duo avec Boom Boom Geoffrion[26]
- 1965 : Le Hip-Hop et Doux doux ronron. Quarante-cinq tours.
- 1965 : Frantz, en duo avec Guy Béart et Élaine Bédard. Quarante-cinq tours.

## Publications

### Livres
- 1963 : Mes secrets, auteur(s) : Élaine Bédard, Montréal, Montréal : Les Distributions Éclair Ltée, 1963, 123 p., ill., portr. ; 21 cm.
- 1984 : Miroirs, auteur(s) : Élaine Bédard et Bothuri, Alexandre de, [Montréal] : Libre Expression, cop. 1984, 251 p. ; 23 cm,  (ISBN 2891111826)

### Journaux, magazines, revues
Entre 1955 et 1971, que ce soit pour des défilés de mode, des participations à des émissions ou des rumeurs sur sa vie privée, elle fait souvent la une des journaux comme Radio-Monde, Télé-Monde, Photo-Journal, Télé-Presse, etc. Elle fait aussi les manchettes dans les quotidiens plus conventionnels comme Le Devoir ou La Presse.

#### Maclean's
- 1961 : The Young Canadians, le 25 mars 1961, vol. 74, No. 6, p. 14, The Wages of Elegance, auteur: Peter Gzowski
- 1962 : Talking Model, le 15 décembre 1962, vol 75, no 25, auteur : Peter N. Allison

- 1970 : Explore Canada, with 21 Great Canadian Holidays, avec entre autres Élaine Bédard, avril 1970, vol. 83, no 4, p. 98

## Source
- TV Hebdo Souvenirs, vol. 1, n° 1, Les Éditions Télémédia Inc., 1989.